# Бејвариорс: Сајборг
Бејвариорс: Сајборг (BeyWarriors: Cyborg) јапанска је анимирана серија и трећа сезона Бејвилз франшизе. Као и претходна сезона, Бејвариорс: Бејрајдерз, прављена је искључиво за западњачку публику, али за разлику од ње имала је ограничено емитовање ван Азије. Серија има 28 епизода (26 + 2 специјала), и испрва је емитована 18. октобра 2014. године на италијанском каналу K2, али само првих 14 епизода. Бејблејд: Шогун стил и Бејвариорс: Бејрајдерз су имале лошу гледаност, стога је западњачки дистрибутер  Nelvana продао лиценцу јапанској компанији d-rights, и укинула серију играчака. Серија јесте синхронизована на енглески језик, и као таква емитована је октобра 2015. године на каналу Toonami у Азији. Јапанска верзија је 27. фебруара 2015. стримована на платформи Anime Hodai, и касније U-Next-у.  Иако је канал Disney XD 2016. године откупио права за емитовање свих Бејблејд сезона, Бејвариорс: Сајборг још увек није емитован у Северној Америци.

## Радња
Прича се одвија у XXII веку. Људи живе у свемиру, и међу њима постоје ратници који су делом машине. У светилиштима Тесландије, налазе се мистериозни предмети облика кола звани Бејрајдерзи. Ратници претварају енергију из светилишта у токене и међусобоно се боре како би освојили што већи број токена. 
За разлику од прошле две сезоне, главни ликови су Нико, Ал и Сола.

## Стварање
Маја 2013. године, на конвенцији у Лас Вегасу, компанија Nelvana објавила је да ради на два Бејблејд спин-офа, Бејвариорс: Сајборг и Бејрајдерз Шогун. Најављено је да ће Сајборг изаћи на јесен наредне године и да ће имати 28 епизода (26 + 2 специјала од сат времена). За композитора је доведена Каталин Марин.
Септембра 2013. године потврђено је име за Сајборг, а Бејрајдерз: Шогун је преименован у Бејвариорс: Бејрајдерз. Октобра исте године, Сајборг је промовисан на конвенцији у Лондону. Међутим, следеће године у априлу, када су објавили распоред за наредне три године, Сајборг није био на листи. Упркос томе, Nelvana је потврдила да још увек раде на серији. Међутим, јуна 2014. године компанија d-rights је добила лиценцу за Сајборг. Серија је требало да се емитује у Италији у јулу, али је датум померен за октобар. Италијански канал К2 емитовао је само првих 14 епизода.

## Списак епизода
| Бр. еп. | Наслов            | Премијера (Италија)           | Енглески датум изласка (ХКГ/СГП/ПХЛ) | Јапански датум изласка |
| ------- | ----------------- | ----------------------------- | ------------------------------------ | ---------------------- |
| 1       | (初陣)            | 18. октобар 2014. (Канал K2)  | 3. октобар 2015. ()                  | 27. фебруар 2015. ()   |
| 2       | (獅子王)          | 19. октобар 2014. (Канал K2)  | 4. октобар 2015. ()                  | 27. фебруар 2015. ()   |
| 3       | (誓い)            | 25. октобар 2014. (Канал K2)  | 10. октобар 2015. ()                 | 27. фебруар 2015. ()   |
| 4       | (乱気流)          | 26. октобар 2014. (Канал K2)  | 11. октобар 2015. ()                 | 27. фебруар 2015. ()   |
| 5       | (不死鳥)          | 1. новембар 2014. (Канал K2)  | 17. октобар 2015. ()                 | 27. фебруар 2015. ()   |
| 6       | (砂漠)            | 2. новембар 2014. (Канал K2)  | 18. октобар 2015. ()                 | 27. фебруар 2015. ()   |
| 7       | (執念)            | 8. новембар 2014. (Канал K2)  | 24. октобар 2015. ()                 | 27. фебруар 2015. ()   |
| 8       | (天命（テンメイ)) | 9. новембар 2014. (Канал K2)  | 25. октобар 2015. ()                 | 27. фебруар 2015. ()   |
| 9       | (侵入者)          | 15. новембар 2014. (Канал K2) | 31. октобар 2015. ()                 | 27. фебруар 2015. ()   |
| 10      | (守護神)          | 16. новембар 2014. (Канал K2) | 1. новембар 2015. ()                 | 27. фебруар 2015. ()   |
| 11      | (火炎竜)          | 22. новембар 2014. (Канал K2) | 7. новембар 2015. ()                 | 27. фебруар 2015. ()   |
| 12      | (悪夢)            | 23. новембар 2014. (Канал K2) | 8. новембар 2015. ()                 | 27. фебруар 2015. ()   |
| 13      | (陰謀)            | 29. новембар 2014. (Канал K2) | 14. новембар 2015. ()                | 27. фебруар 2015. ()   |
| 14      | (決着)            | 30. новембар 2014. (Канал K2) | 15. новембар 2015. ()                | 27. фебруар 2015. ()   |
| 15      | (襲来)            | TBA                           | 21. новембар 2015. ()                | 27. фебруар 2015. ()   |
| 16      | (同盟)            | TBA                           | 22. новембар 2015. ()                | 27. фебруар 2015. ()   |
| 17      | (激突)            | TBA                           | 22. јануар 2016. ()                  | 27. фебруар 2015. ()   |
| 18      | (真実)            | TBA                           | 29. јануар 2016. ()                  | 27. фебруар 2015. ()   |
| 19      | (魔獣)            | TBA                           | 30. јануар 2016. ()                  | 27. фебруар 2015. ()   |
| 20      | (閃光)            | TBA                           | 5. фебруар 2016. ()                  | 27. фебруар 2015. ()   |
| 21      | (崩壊)            | TBA                           | 6. фебруар 2016. ()                  | 27. фебруар 2015. ()   |
| 22      | (進撃)            | TBA                           | 13. фебруар 2016. ()                 | 27. фебруар 2015. ()   |
| 23      | (誇り)            | TBA                           | 20. фебруар 2016. ()                 | 27. фебруар 2015. ()   |
| 24      | (邪神)            | TBA                           | 21. фебруар 2016. ()                 | 27. фебруар 2015. ()   |
| 25      | (死闘)            | TBA                           | 27. фебруар 2016. ()                 | 27. фебруар 2015. ()   |
| 26      | (絆)              | TBA                           | 28. фебруар 2016. ()                 | 27. фебруар 2015. ()   |
| 27      | (過去)            | TBA                           | TBA                                  | 27. фебруар 2015. ()   |
| 28      | (未来)            | TBA                           | TBA                                  | 27. фебруар 2015. ()   |

## Спољашњи извори
- Одсечак о серији на званичном сајту компаније D-rights (језик: енглески)